# Algemeene konst- en letter-bode
De Algemeene konst- en letter-bode was een tijdschrift dat wekelijks of tweewekelijks verscheen in Nederland tussen 1788 en 1862. Het blad had verschillende iets afwijkende titels, waarvan de eerste was Algemene konst- en letter-bode, voor meer- en min-geoeffenden (1788-1793), gevolgd door Nieuwe Algemeene Konst- en Letter-bode (1794-1800) en Algemeene konst- en letter-bode (1801-1862).
Het tijdschrift wijdde zich aan ontwikkelingen in de wetenschap en cultuur door deze te bespreken en ter discussie te stellen. Het blad had een diverse inhoud, het bevat bijvoorbeeld recensies van contemporaine werken, volksgezangen, bijdragen over botanie, een rubriek met ‘zinspreuken van beroemde mannen en vrouwen’ en prijsvragen van verschillende genootschappen.
Algemeene konst- en letter-bode wist zowel Nederlandse als buitenlandse schrijvers en wetenschappers aan zich te binden. In 1811 deed Jacob Grimm bijvoorbeeld een oproep in het tijdschrift om Duitse poëzie en volksliedjes naar hem op te sturen. Verschillende bekende negentiende-eeuwers werden in het tijdschrift genoemd en gepubliceerd, waaronder Arend Fokke Simonsz, Pieter Otto van der Chijs, J.J. Koning, J.J.F. Noordziek en Isaac Anne Nijhoff.
Redacteuren van Algemeene konst- en letter-bode waren onder andere Adriaan Loosjes, C. de Vries, R.C. Bakhuizen van den Brink, M.F.A.G Campbell en J. de Witte van Citters. In de jaren 1859-1861 smolt het samen met De Tijdstroom en de Nederlandsche Spectator van Mark Prager Lindo. Het laatste zelfstandige nummer van de Letterbode verscheen op 4 januari 1862.